# 田辺容
田辺 容（たなべ よう、1974年 - ）は、日本で活動するミュージカル俳優である。福井県大野市泉町出身。劇団四季所属。

## 来歴
小学生の頃に野球を始め、中学時代は軟式野球部に所属していた。高校進学後は野球を引退し軽音楽部でバンド活動を行っていた。高校卒業後は京都学園大学法学部に進学し、2年の時に大阪スタヂアムで上演されていたキャッツを観劇したことによりミュージカル俳優を目指すことになる。在学中に歌とダンスを習い、大学卒業後は劇団四季オーディションを2回受験したが不合格で、25歳だった1999年10月に劇団四季オーディションに3回目の受験で合格し同劇団へ入団する。ライオンキングのアンサンブル役で初舞台出演を果たし、その後は数多くの作品に出演している。

## 主な出演作品
- ライオンキング（アンサンブル、ザズ）
- 王子とこじき（セント・ジョン）
- ジーザス・クライスト＝スーパースター（司祭）
- 美女と野獣（ムッシュー・ダルク）
- クレイジー・フォー・ユー（ユージーン・フォーダー）
- 鹿鳴館（アンサンブル）
- マンマ・ミーア!（アンサンブル）
- オペラ座の怪人（ジョセフ・ブケー）
- ウィキッド（ディラモンド教授）